# Le Pain du jour
Le Pain du jour est une série télévisée québécoise en 110 épisodes de 25 minutes en noir et blanc scénarisée par Réginald Boisvert et diffusée du 10 octobre 1962 au 26 mai 1965 à la Télévision de Radio-Canada.

## Synopsis
Le Pain du jour raconte la vie de six familles voisines au lendemain de la Seconde Guerre mondiale.

## Fiche technique
- Scénarisation : Réginald Boisvert
- Réalisation : Jean Valade
- Société de production : Société Radio-Canada

## Distribution
- Olivette Thibault : Martine Deguire
- Yves Létourneau : Charles Deguire
- Aline Caron : Carmen Desnoyer
- Marjolaine Hébert : Clémence Allard
- Jacques Galipeau : Germain Desnoyer
- Georges Bouvier : Roméo Béliveau
- Martine Simon : Laura Deguire
- Lucille Cousineau : Rose Mathon
- Juliette Béliveau : Blanche Béliveau
- Denis Drouin : Henri Jalbert
- Lionel Villeneuve : Noël Allard
- Julien Bessette : Fernand Lemieux
- Yvan Canuel : Réal Béliveau
- Clémence DesRochers : Jeannette Allard
- Jocelyne France : Gisèle Marchand
- Jacques Lévesque : Louis Deguire
- Micheline Herbart : Chantal Mathon
- Yves Gélinas : Robert Mathon
- Monique Champagne : Monique Jutras
- Jean Richard : Michel
- Serge Prieur : Serge Deguire
- Yvon Bouchard : Jeune ouvrier
- André Brassard : Pierre Allard
- Roland Chenail : Antonio Lebeau
- Jacques Cliche : Jean Allard
- Yvon Dufour : J.A. Mathon
- Pierre Dufresne : Luc Raymond
- Paul Guèvremont : Yves Maltais
- Juliette Huot : Mme Boudreau
- Paul Hébert : M. Marchand
- Jean Lajeunesse : Phil Dumont
- Suzanne Langlois : Mme Marchand
- Benoît Marleau : Marcel
- Jean Perraud : Mario Morin
- Béatrice Picard : Germaine Jalbert
- Gérard Poirier : Abbé Comtois
- André Richard : Claude Gingras
- Serge Roger : Denis Desnoyer